# جون إف كينيدي الابن
جون فيتزجيرالد كينيدي الابن (بالإنجليزية: John Fitzgerald Kennedy, Jr.)؛ (25 نوفمبر 1960 - 16 يوليو 1999) ويُعرف أيضا بأسماء جون إف. كينيدي وجي إف كاي الابن وجون الابن وجون-جون، هو رجل مجتمع وناشر مجلات ومحام أمريكي. وهو الابن الأصغر لرئيس الولايات المتحدة جون كينيدي والسيدة الأولى جاكلين كينيدي، ومات في حادث تحطم طائرة؛ كان برفقته زوجته كارولين بيسيت-كينيدي وأختها الأكبر لورين بسيت في 16 يوليو 1999.

## وصلات خارجية
- جون إف كينيدي الابن على موقع IMDb (الإنجليزية)
- جون إف كينيدي الابن على موقع ميتاكريتيك (الإنجليزية)
- جون إف كينيدي الابن على موقع الموسوعة البريطانية (الإنجليزية)
- جون إف كينيدي الابن على موقع أول موفي (الإنجليزية)
- جون إف كينيدي الابن على موقع إن إن دي بي (الإنجليزية)
- جون إف كينيدي الابن على موقع قاعدة بيانات الفيلم (الإنجليزية)
- جون إف كينيدي الابن على موقع كينوبويسك (الروسية)

- http://diyar.charlesayoub.com/index.php/article-details/205124/
- http://diyar.charlesayoub.com/index.php/article-details/205557
- http://www.alriyadh.com/Contents/16-02-2003/Mainpage/MIS_2186.php